# Antonio Cano Vindel
Antonio Cano Vindel (Madrid, 1958) es catedrático de Psicología de la Universidad Complutense de Madrid. También preside la Sociedad Española para el Estudio de la Ansiedad y el Estrés (SEAS). Asimismo, presidió el X Congreso Internacional de la Sociedad Española para el Estudio de la Ansiedad y el Estrés, celebrada en 2014 en Valencia.